# Берлин, Даниэль
Даниэль Нильс Альфред Берлин (род. 22 марта 1987 года) — шведский игрок в хоккей с мячом.

## Карьера
Выступал в клубах «Сириус» и «Сёдельфорс».
В 2004 году перешёл в «Сандвикен», где выступал до 2012 года и стал двукратным чемпионом страны.
Сезоны 2012/13 и 2013/14 годов провёл в России в составе «Динамо» (Москва). Провёл 57 игр, забил 27 голов и сделал 31 передачу. В 22 кубковых играх забил 7 голов и сделал 17 результативных передач. Стал чемпионом России (2013), обладателем Кубка чемпионов (2013) и обладателем Кубка мира (2013).
В 2014 году перешёл в «Болльнес».
С 2007 года выступает за сборную Швеции, в составе которой стал трёхкратным чемпионом мира.

## Достижения
Чемпион мира — 2009, 2010, 2012 

 Серебряный призёр чемпионата мира — 2008, 2013, 2014, 2015

 Бронзовый призёр чемпионата мира — 2011
 Чемпион Швеции — 2011, 2012 

 Вице-чемпион Швеции — 2005, 2008 

 Обладатель Кубка Швеции — 2006, 2009, 2010, 2011 

 Обладатель Кубка мира — 2013 

 Обладатель Кубка чемпионов — 2005, 2013 

 Чемпион России — 2013 

 Вице-чемпион России — 2014 